# Amtsgericht Radolfzell

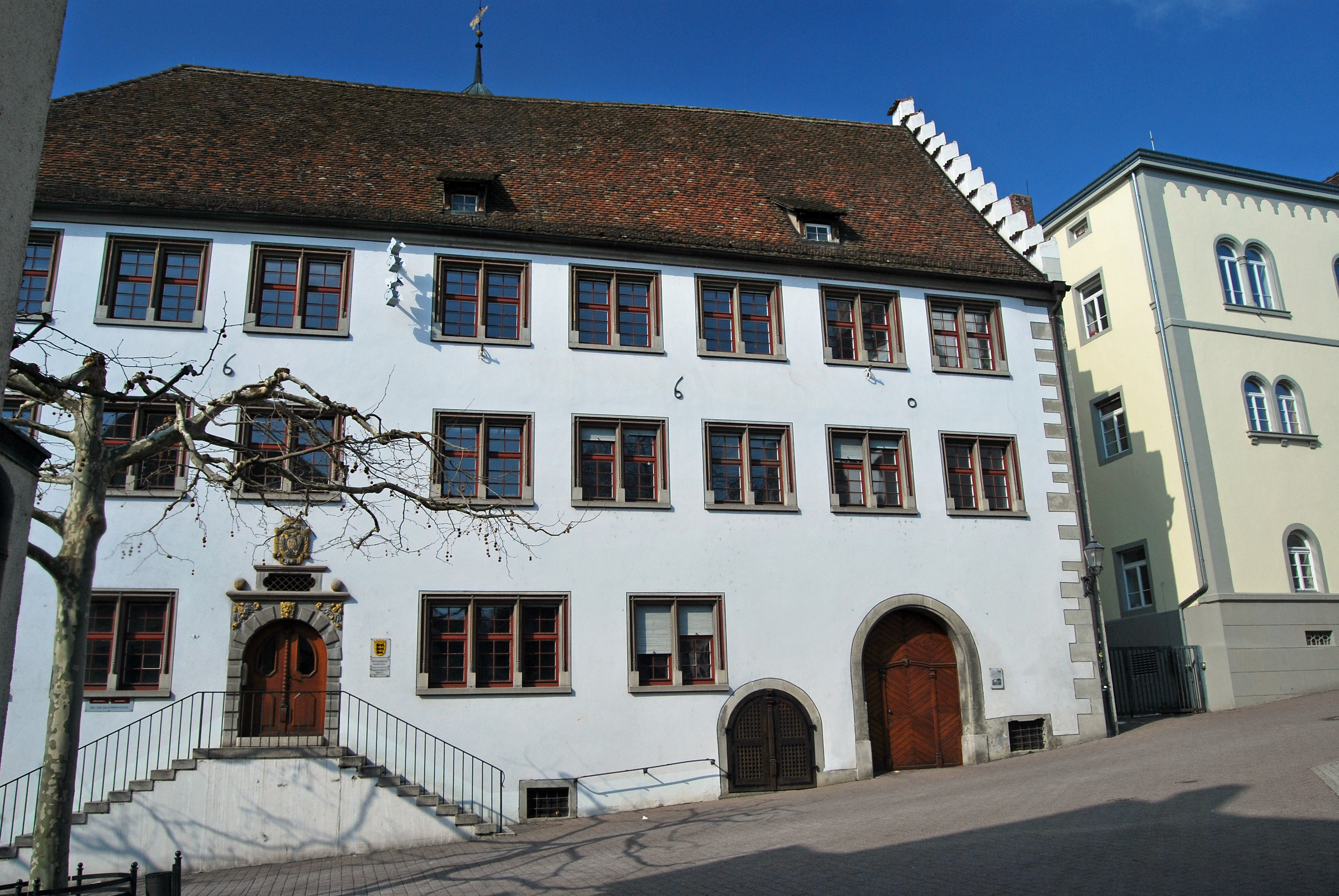
Gebäude des Amtsgerichts Radolfzell

Das Amtsgericht Radolfzell ist ein Gericht der ordentlichen Gerichtsbarkeit und eines von sieben Amtsgerichten (AG) im Landgerichtsbezirk Konstanz. 

## Gerichtssitz und -bezirk
Das Gericht hat seinen Sitz in Radolfzell am Bodensee und ist für die Gemeinden Gaienhofen, Moos, Öhningen und Radolfzell zuständig.
Grundsätzlich ist das Amtsgericht für alle amtsgerichtlichen Angelegenheiten in Zivil-, Familien- und Strafsachen zuständig. Außerdem wird das Handels-, Vereins- und Güterrechtsregister hier geführt.

## Übergeordnete Gerichte
Dem Amtsgericht Radolfzell ist das Landgericht Konstanz, diesem das Oberlandesgericht Karlsruhe übergeordnet.

## Geschichte
Das Amtsgericht Radolfzell wurde im Jahr 1857 im Rahmen der Trennung von Rechtsprechung und Verwaltung in Baden während der staatlichen Neuorganisation nach der Revolution 1848/49 gegründet. Dem Gericht war das Hofgericht des Seekreises in Konstanz übergeordnet, an dessen Stelle 1864 das Kreis- und Hofgericht Konstanz und 1879 das Landgericht Konstanz traten.

## Gebäude
Das Amtsgericht Radolfzell ist seit 1876 im ehemaligen Ritterschaftshaus, dass Hans von Schellenberg der Adelsgesellschaft zum St. Jörgenschild überlassen hatte, in der Seetorstraße 5 untergebracht. Im Gebäude befinden sich auch die Radolfzeller Kammern des Arbeitsgerichts Villingen-Schwenningen.